# نبرد استاروبیلسک
نبرد استاروبیلسک یک درگیری نظامی در حال رخ دادن است که در ۲۵ فوریه ۲۰۲۲، در طول حمله روسیه به اوکراین ۲۰۲۲ آغاز شد.

## پیش‌زمینه
استاروبیلسک (به اوکراینی: Старобільськ، روسی: Старобельск) شهری در نزدیکی لوهانسک در استان لوهانسک، اوکراین است. رودخانه آیدار به سوی غرب مرکز شهر می‌گذرد و مانعی طبیعی ایجاد می‌کند.

## نبرد
درگیری‌های نخست در نزدیکی استاروبیلسک در ۲۴ فوریه ۲۰۲۲ گزارش شد. در ۲۵ فوریه ۲۰۲۲، نیروهای مسلح اوکراین مدعی شدند که ستونی از سربازان روس را نابود کردند که سعی در گذر از رود آیدار داشتند.
این شهر به دلیل رگبارهای توپخانه‌ای روسیه به‌شدت آسیب دیده‌است.